# Dominick Gauthier
Dominick Gauthier (* 31. August 1973 in Lévis, Québec) ist ein ehemaliger kanadischer Freestyle-Skier. Er startete in den Buckelpisten-Disziplinen Moguls und Dual Moguls.

## Werdegang
Gauthier trat international erstmals bei den Internationalen Jugendmeisterschaften 1991 in Le Sauze in Erscheinung, wobei er den 19. Platz im Moguls errang und startete im Dezember 1991 in Tignes erstmals im Weltcup. Dort sprang er ebenfalls auf den 19. Platz im Moguls. In der Saison 1992/93 erreichte er in Blackcomb mit dem dritten Platz im Moguls seine erste Podestplatzierung im Weltcup und zum Saisonende den 16. Platz im Moguls-Weltcup. In der folgenden Saison belegte er mit sechs Top-Zehn-Platzierungen den siebten Platz im Moguls-Weltcup. Nachdem Plätzen 12, 30 und 13 zu Beginn der Saison 1994/95, kam er sechsmal unter den ersten Zehn und erreichte mit dem 18. Platz im Gesamtweltcup sowie mit dem fünften Rang im Moguls-Weltcup seine besten Gesamtergebnisse. Dabei wurde er in Kirchberg Dritter im Moguls und holte in Lillehammer im Moguls seinen ersten und einzigen Weltcupsieg. Beim Saisonhöhepunkt, den Weltmeisterschaften 1995 in La Clusaz, belegte er den sechsten Platz im Moguls. In der Saison 1995/96 wurde er mit sieben Top-Zehn-Platzierungen Elfter im Moguls-Weltcup und belegte in der Saison 1996/97 mit acht Top-Zehn-Platzierungen, darunter Platz drei in Tignes im Dual Moguls den 22. Platz im Gesamtweltcup, den neunten Rang im Moguls-Weltcup sowie den siebten Platz im Dual-Moguls-Weltcup. Zudem sprang er bei den Weltmeisterschaften 1997 im Iizuna Kōgen Sukī-jō auf den achten Platz im Moguls.
Zu Beginn der Saison 1997/98 nahm Gauthier am Australian New Zealand Cup teil und gewann dabei zwei Wettbewerbe. Es folgten zehn Teilnahmen im Weltcup, wobei er achtmal in die Top Zehn kam, darunter zweite Plätze im Moguls in Mont Tremblant sowie im Dual Moguls in Hundfjället und platzierte sich damit auf den 23. Platz im Gesamtweltcup, auf den achten Rang im Dual-Moguls-Weltcup sowie auf den sechsten Platz im Moguls-Weltcup. Beim Saisonhöhepunkt, den Olympischen Winterspielen 1998 in Nagano, errang er den 17. Platz im Moguls-Wettbewerb. In seiner letzten Saison als aktiver Sportler 1998/99 kam er in Blackcomb mit dem zweiten Platz im Dual Moguls letztmals aufs Podest und zum Saisonende auf den 23. Platz im Gesamtweltcup, auf den 11. Rang im Dual-Moguls-Weltcup sowie auf den zehnten Platz im Moguls-Weltcup. Bei den Weltmeisterschaften 1999 in Meiringen-Hasliberg wurde er Zehnter im Moguls und Fünfter im Dual Moguls.

## Erfolge

### Olympische Spiele
- 1998 Nagano: 17. Platz Moguls

### Weltmeisterschaften
- 1995 La Clusaz: 6. Platz Moguls
- 1997 Iizuna Kōgen: 8. Platz Moguls
- 1999 Meiringen-Hasliberg: 5. Platz Dual Moguls, 10. Platz Moguls

### Weltcupsiege
Gauthier nahm an 83 Weltcups teil und erreichte 43 Top-Zehn-Platzierungen sowie sieben Podestplatzierungen.
| Datum        | Ort         | Land     | Disziplin |
| ------------ | ----------- | -------- | --------- |
| 5. März 1995 | Lillehammer | Norwegen | Moguls    |

### Weltcup-Gesamtplatzierungen
| Saison  | Gesamt | Gesamt | Moguls | Moguls | Dual Moguls | Dual Moguls |
| Saison  | Punkte | Platz  | Punkte | Platz  | Punkte      | Platz       |
| ------- | ------ | ------ | ------ | ------ | ----------- | ----------- |
| 1991/92 | 11     | 53.    | 85     | 19.    | –           | –           |
| 1992/93 | 46     | 52.    | 416    | 16.    | –           | –           |
| 1993/94 | 64     | 31.    | 512    | 7.     | –           | –           |
| 1994/95 | 82     | 18.    | 572    | 5.     | –           | –           |
| 1995/96 | 64     | 32.    | 512    | 11.    | 80          | 17.         |
| 1996/97 | 71     | 22.    | 356    | 9.     | 276         | 7.          |
| 1997/98 | 70     | 23.    | 420    | 6.     | 248         | 8.          |
| 1998/99 | 60     | 23.    | 240    | 10.    | 104         | 11.         |